# Бран
Вижте пояснителната страница за други значения на Бран.
Бран (на румънски: Bran; на немски: Törzburg – Тьорцбург, на унгарски: Törcsvár – Тьорчвар) е село в Румъния, окръг Брашов, административен център на Община Бран.

## География
Отстои на 30 км от областния и окръжен център Брашов. Близо до селото се намира средновековният замък Бран. Населението на Бран наброява 1438 жители, а на цялата Община Бран (включваща още 4 села) – 5573 души (2002).

## История
Създаден е през 13 век от Тевтонския орден като дървеното укрепление Дитрихщайн (на немски: Dietrichstein), което през 1242 г. е разрушено от монголите. През 1377 г. унгарският крал Сигизмунд построява на мястото му каменен замък, около който скоро се образува селище. Издигнат високо върху скала, замъкът охранявал важен търговски път между Трансилвания и Влахия. Районът попада под юрисдикцията на Брашов през 1498 г.
След като Кралство Унгария е сразено от Османската империя, селото става част от Княжество Трансилвания до 16 век, когато влиза в Хабсбургската империя, станала по-късно Австрийска империя (1804) и Австро-Унгария (1866). След Първата световна война селото става отново румънско.

## Замък
Замъкът Бран е сред най-популярните места в Румъния, след като кралица Мария го възстановява и прави своя резиденция през 1920-те години. Замъкът е отворен за туристи. В него са показани образци на типични румънски къщи и обичаи.

## Галерия
- Замъкът Бран
- Замъкът Бран през нощта
- Църквата в Бран
- Замъкът Бран

## Побратимени градове
- Балчик, България